# Ingrida Valinskienė

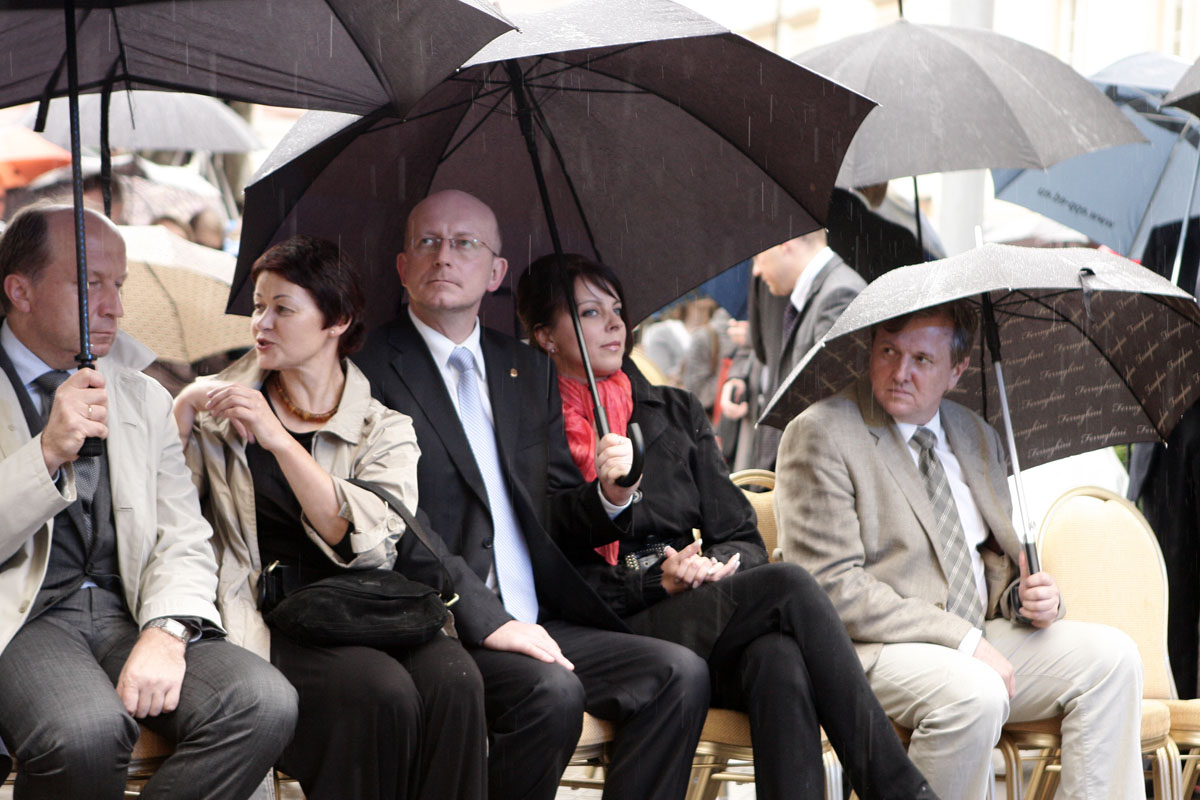
Ministerpräsident Andrius Kubilius mit seiner Frau Rasa Kubilienė und dem Seimas-Präsidenten Arūnas Valinskas und dessen Frau Inga (Vilnius, Juli, 2009)

Ingrida Inga Valinskienė (* 8. Juli 1966 in Kybartai) ist eine litauische Sängerin, Fernsehmoderatorin, Synchronsprecherin und ehemalige Politikerin, Seimas–Mitglied.

## Leben
Von 1973 bis 1981 besuchte Ingrida Valinskienė die Kristijonas-Donelaitis-Mittelschule in Kybartai und von 1981 bis 1984 die 22. Mittelschule Klaipėda. Ab 1988 studierte sie und absolvierte danach das Kulturmanagement an der Universität Klaipėda.
Von 1984 bis 1987 arbeitete Ingrida Valinskienė in der Staatsanwaltschaft am Stadtkreisgericht Klaipėda. Seit 1992 arbeitete sie beim TV-Sender LNK. Seit 1988 gibt sie Konzerte in Litauen und veröffentlichte vier CDs.
Am 12. Oktober 2008 wurde Ingrida Valinskienė als Kandidatin der neu gegründeten Auferstehungspartei, die mit 15,3 Prozent überraschend den zweiten Platz bei den Wahlen belegte, für die Wahlperiode 2008 bis 2012 gewählt. AB November 2008 ist sie Abgeordnete des 10. Seimas, des litauischen Parlaments.
Sie lebt in Vilnius.

## Familie
1988 heiratete Ingrida Valinskienė den Jurastudent Arūnas Valinskas  (* 1966), der als Fernsehproduzent, Moderator bekannt wurde. Er war auch Politiker, Parlamentspräsident des Seimas.
Die Familie haben zwei erwachsene Söhne Arūnas und Šarūnas. Arūnas (* 1989) ist Seimas-Mitglied seit 2020.